# Chambré Brabazon (5e comte de Meath)
Chambré Brabazon, 5e comte de Meath (ch.1645 - 1er avril 1715) est un noble et homme politique irlandais.

## Carrière
Il est le troisième fils d'Edward Brabazon, 2e comte de Meath et de Mary Chambre. Il est admis au Trinity College de Dublin le 10 octobre 1667. Il est le capitaine d'une troupe de cavalerie en Irlande, et est Paymaster d'Irlande en 1675. Entre 1692 et 1695, il siège à la Chambre des communes irlandaise pour le comté de Dublin. Il succède à son frère Edward comme comte de Meath en 1707 et prend place le 8 août 1709 à la Chambre des lords irlandaise. Il est nommé Custos Rotulorum de Dublin la même année et nommé au Conseil privé d'Irlande en 1710.

## Famille

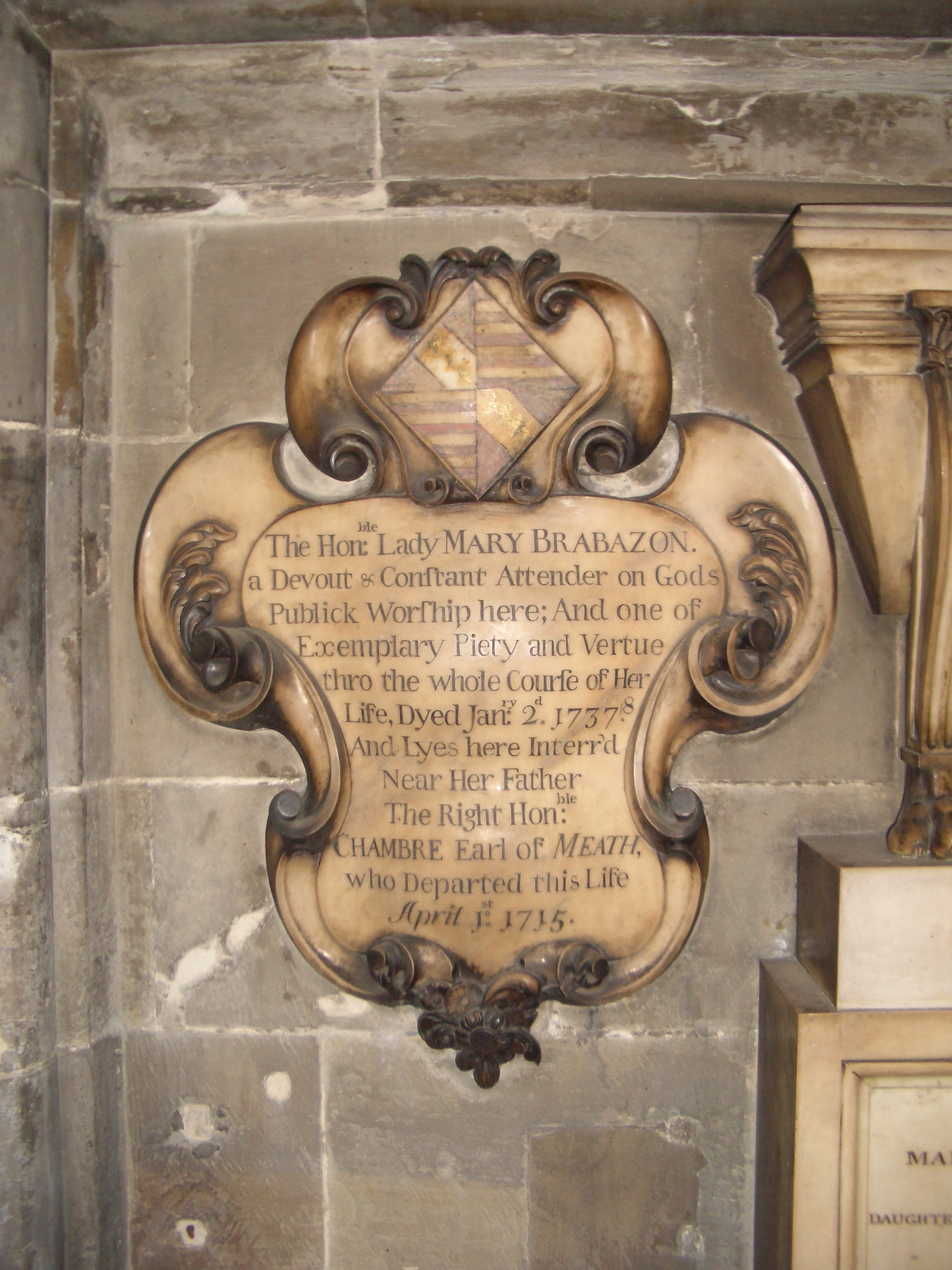
Mémorial à Mary Brabazon dans l'église St. Mary, Nottingham

En 1682, il épouse Juliana Chaworth (décédée le 12 novembre 1692), fille unique de Patrick Chaworth (3e vicomte Chaworth) et Grace Manners, fille de John Manners (8e comte de Rutland). Ils ont sept enfants: 
- Mary Brabazon (1683-1738), enterrée dans l'église St. Mary's, Nottingham.
- Juliana Brabazon (1684-1692).
- Catharine Brabazon (1686-1742), épouse Thomas Hallowes de Bolsover.
- Chaworth Brabazon, 6e comte de Meath (1687–1763).
- Frances Brabazon (1688-1751), épouse le major-général Henry Ponsonby (décédé en 1745, à la bataille de Fontenoy).
- Chambré Brabazon (mort jeune, 1691)
- Edward Brabazon, 7e comte de Meath (1691–1772)

Il meurt à Nottingham et est enterré à l'église St. Mary, Nottingham le 2 avril 1715.